# مادر یخی
مادر یخی (چکی: Bába z ledu) یک فیلم به کارگردانی بهدان اسلاما است که در سال ۲۰۱۷ منتشر شد. از بازیگران آن می‌توان به تاتیانا ویلهلمووا و آلنا میهولووا اشاره کرد.این فیلم نماینده کشور چک در بخش فیلم خارجی زبان نودمین دوره جشنواره فیلم اسکار بود اما نتوانست جزو نامزدان قرار بگیرد.